# Брук Шилдс
Брук Шилдс (енгл. Brooke Shields) је америчка глумица и бивша манекенка, рођена 31. маја 1965. године у Њујорку (САД). Каријеру је започела улогом Карен Спејгс у хорор филму Алис, слатка Алис из 1976.
Од 1997. до 1999. године била је удата за славног тенисера Андреа Агасија, са њим се забављала од 1993. године.